# Andreas Butzki

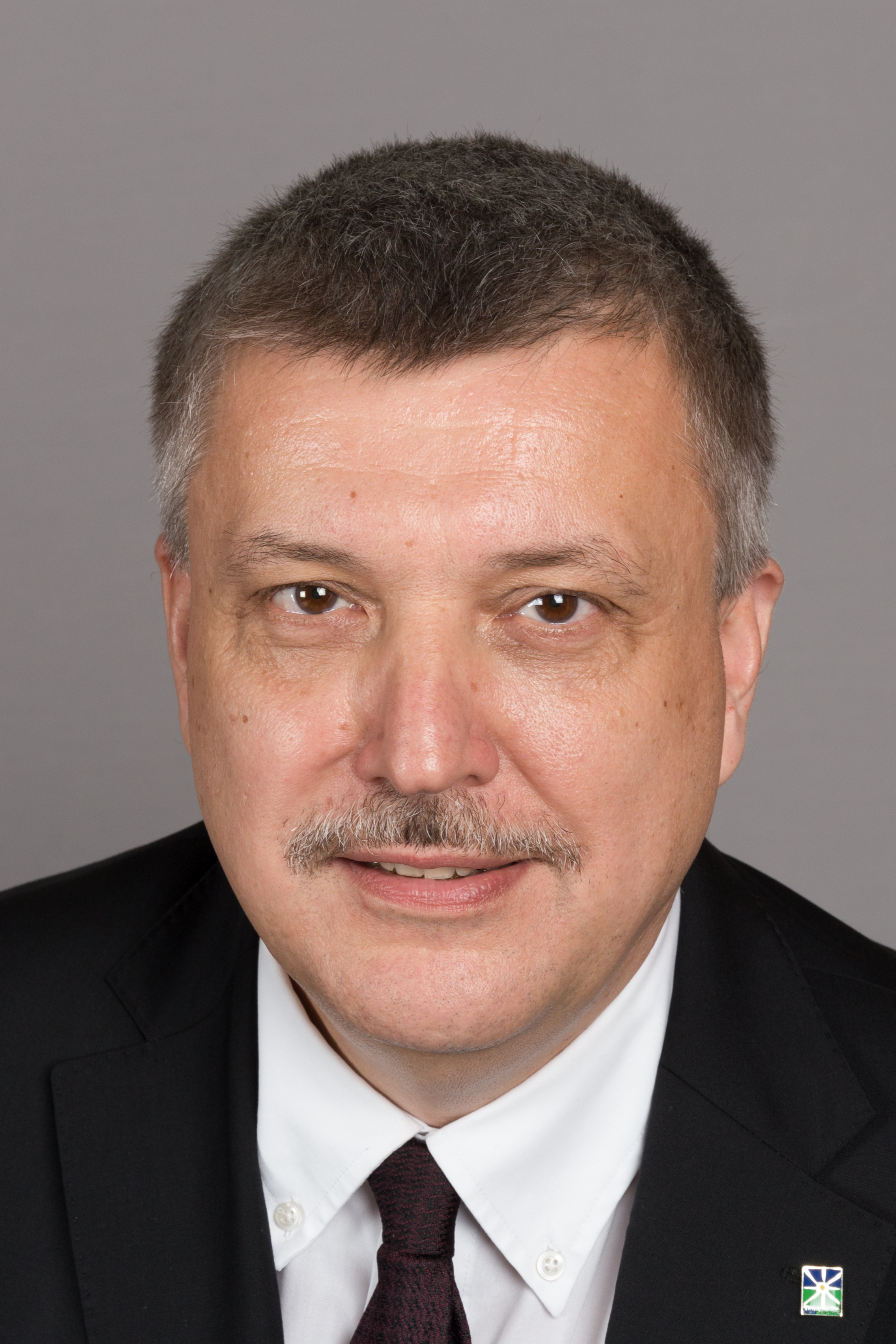
Andreas Butzki, 2017

Andreas Butzki (* 2. Januar 1960 in Neubrandenburg) ist ein deutscher Schulleiter und seit 2011 Abgeordneter (SPD) im Landtag von Mecklenburg-Vorpommern.

## Biografie
Andreas Butzki absolvierte nach Schulbesuch und Abitur ein Lehrerstudium der Mathematik und Geografie an der Universität Greifswald, das er 1982 als Diplomlehrer abschloss. Anschließend war er im erlernten Beruf tätig, von 1990 bis 1991 dann als stellvertretender Schulleiter, anschließend als Schulleiter der Integrierten Gesamtschule Walter Karbe in Neustrelitz.

## Politik
Butzki gehörte 1990 zu den Gründern der SPD in Neustrelitz und hat seit dieser Zeit einen Sitz in der dortigen Stadtvertretung inne, bis 2009 als Fraktionsvorsitzender, ab 2009 als Stadtpräsident. Bei der Landtagswahl in Mecklenburg-Vorpommern 2011 erhielt er ein Direktmandat im Landtagswahlkreis Mecklenburg-Strelitz I. Seit Januar 2014 ist er stellvertretender Vorsitzender der SPD-Landtagsfraktion.